# Años 160 a. C.
Los años 160 antes de Cristo comenzaron el 1 de enero del 169 a. C. y terminaron el 31 de diciembre del 160 a. C.

## Personas destacadas
- Muere Ennio (239 a. C.-169 a. C.), dramaturgo y poeta épico latino.